# Semapedia

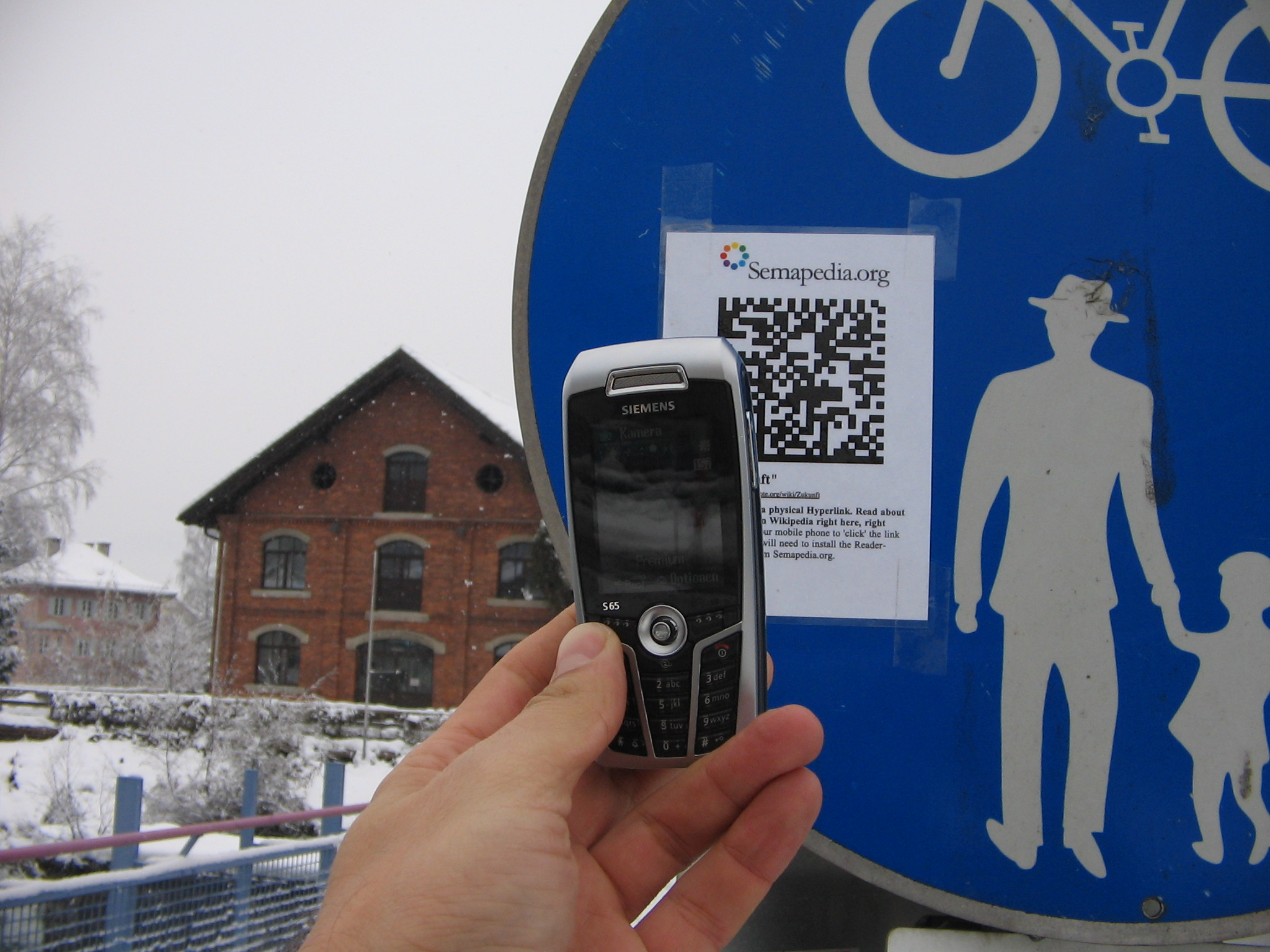
Kod na znaku drogowym.

Semapedia − projekt non-profit mający na celu powiązanie obiektów fizycznych z opisującymi je artykułami w Wikipedii lub innych projektach Wikimedia. Powstał we wrześniu 2005 roku z inicjatywy Alexisa Rondeau i Stana Wiechersa.
Semapedia wykorzystuje obecnie tzw. kody QR, wcześniej zaś kody DataMatrix. Mogą one zostać odczytane przy pomocy aparatu fotograficznego wbudowanego w telefon komórkowy, w którym zainstalowano czytnik dwuwymiarowych kodów kreskowych. Po wczytaniu kodu – adresu internetowego – użytkownik w przeglądarce telefonu może zobaczyć odpowiedni artykuł, przykładowo dotyczący oznaczonego budynku.